# Onúfrio de Kiev
Onúfrio (em ucraniano: Онуфрій; romaniz.: Onufriy; nascido: Orest Volodimirovich Berezovski, em ucraniano: Орест Володимирович Березовський; em russo: Орест Владимирович Березовский; 5 de novembro de 1944, Koritni, Oblast de Chernovtsi, RSS da Ucrânia) é o primaz da Igreja Ortodoxa Ucraniana, com o título de Metropolita de Kiev e Toda a Ucrânia, desde 2014.

## Biografia
Nasceu em 5 de novembro de 1944, filho de um padre ortodoxo, na aldeia de Korytnoe, região de Chernivtsi. Cursou o ensino médio, se formando em 1961. De 1962 a 1964 estudou na Faculdade Técnica de Chernivtsi, depois trabalhou em empresas de construção em Chernivtsi. Em 1966, ingressou na Universidade de Chernivtsi, mas após o terceiro ano ingressou no Seminário Teológico de Moscou (1969) e depois na Academia Teológica da Cidade de Moscou (1972), onde se graduou em 1978 com uma Licenciatura em Teologia.
Orestes preparava-se para fazer votos monásticos e, portanto, deste 1970, durante 18 anos, esteve em obediência no Mosteiro da Trindade-São Sérgio. Em 1971, foi tonsurado monge e foi batizado Onúfrio em homenagem ao Santo Venerável Onúfrio. No mesmo ano, foi ordenado hierodiácono, no ano seguinte, hieromonge. Então, em 1980, já era um abade (hegúmeno) e em 1984 tornou-se reitor da Igreja da Transfiguração do Salvador, na vila de Lukino (Peredelcino, Oblast de Moscou), da Missão Atonita de Moscou. Em 1985, foi promovido a prior do Mosteiro da Trindade-São Sérgio e, um ano depois, foi elevado a arquimandrita, o posto de mais alto nível monástico.
Em 1988, Onúfrio foi Superior da Lavra de Pochaeve.

### Episcopado
Em 1990, o Sínodo da Igreja Ortodoxa Ucraniana nomeou-o bispo de Chernivtsi e Bucovina.
Pela recusa de assinar, em 1992, o apelo do concílio episcopal da Igreja Ortodoxa Ucraniana ao Patriarca de Moscou, Aleixo II, no qual falava sobre a concessão da autocefalia da Igreja Ortodoxa Ucraniana, o metropolita Filareto Denisenko transferiu Onúfrio para a diocese de Ivano-Frankivsk. Mas depois de um tempo foi restabelecido na sé de Chernivtsi.
No entanto, mais tarde, toda a composição do concílio episcopal da Igreja Ortodoxa Ucraniana, na qual Onúfrio também estava presente, expressou desconfiança do metropolita Filareto, que foi imediatamente deposto da Sé de Kiev e anatematizado.
Em 1994, foi elevado ao posto de arcebispo e recebeu a adesão permanente ao Santo Sínodo da Igreja Ortodoxa Ucraniana. Em 2000, foi elevado a metropolita e depois ocupou o cargo de Presidente da Comissão Canônica do Santo Sínodo e Presidente do Tribunal da Igreja Ortodoxa Ucraniana. Em 2009, era membro da Presença Interconciliar da Igreja Ortodoxa Russa.
Em  2013, o Metropolita de Kiev e Toda a Ucrânia Vladimir Sabodan, por ocasião do 1025.º aniversário do Batismo da Rússia de Kiev e pelos trabalhos conscienciosos realizados no campo do serviço arquipastoral, lhe concedeu o direito de usar a segunda Panagia.
Em 24 de fevereiro de 2014, foi eleito pelo Santo Sínodo da Igreja Ortodoxa Ucraniana, por voto secreto, para o cargo de lugar-tenente da Sé metropolitana de Kiev, em conexão com um atestado médico de incapacidade, para desempenhar as funções do primaz da Igreja Ortodoxa Ucraniana, do metropolita Vladimir Sabodan, que faleceu em 5 de julho do mesmo ano.
Em 19 de março de 2014, por decisão do Santo Sínodo da Igreja Ortodoxa Russa, foi incluído como membro permanente do Sínodo com uma antiguidade protocolar do Metropolita de Kiev e Toda a Ucrânia - o primeiro entre os bispos da Igreja Ortodoxa Russa.

### Primaz da Igreja Ortodoxa Ucraniana

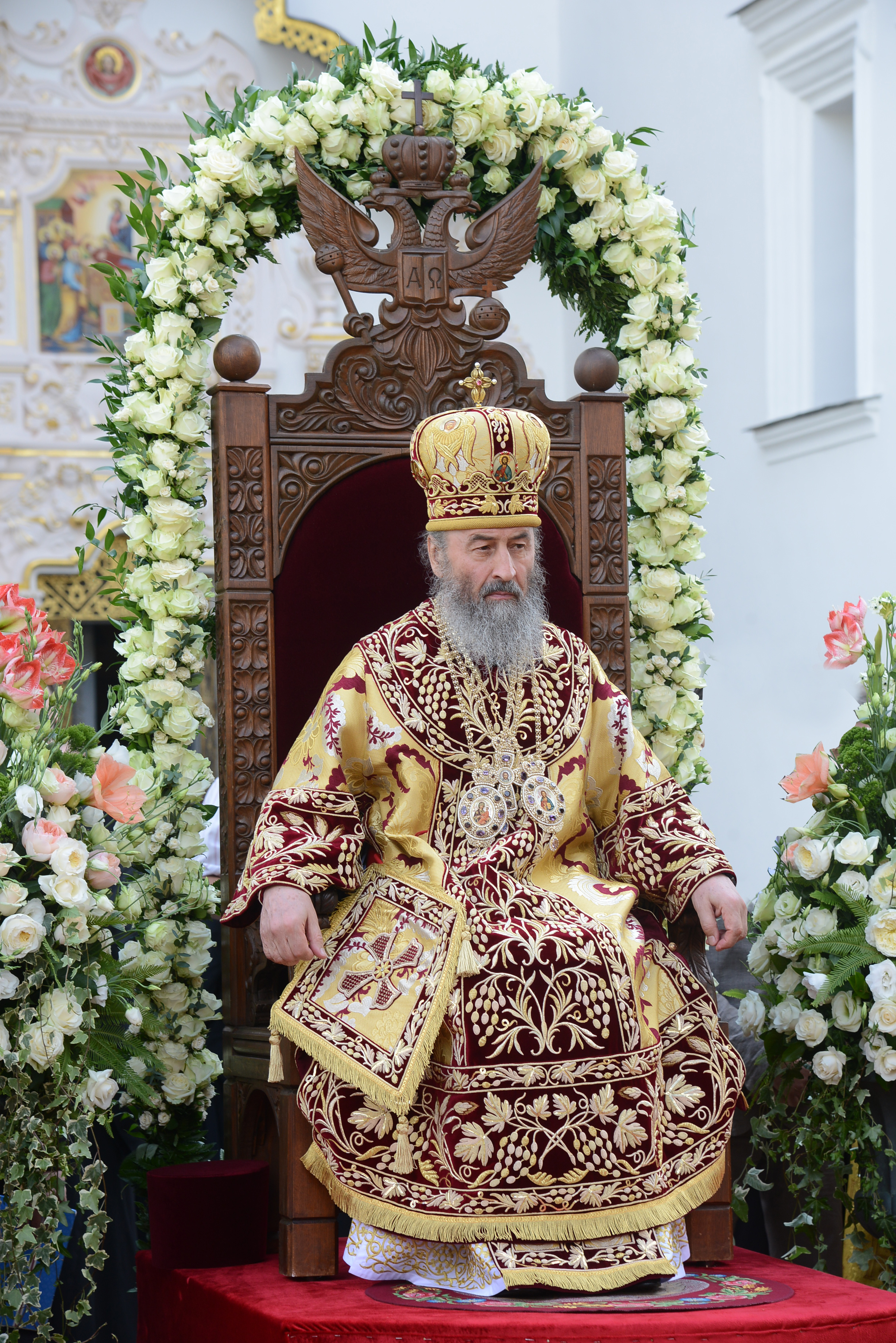
Entronização do metropolita Onúfrio em 2014.

Em 13 de agosto de 2014 foi eleito e nomeado primaz da Igreja Ortodoxa Ucraniana e Metropolita de Kiev, aprovado pelo Santo Sínodo dos Bispos da Igreja Ortodoxa Ucraniana. Na Lavra de Kiev-Pechersk, na Divina Liturgia de 17 de agosto de 2014, teve sua entronização solene.

## Prêmios e obras
Em 1973, recebeu a Cruz Peitoral como prêmio. Em 2013, ganhou o direito de usar a segunda Panagia.  No verão de 2013, recebeu a Ordem da Amizade dos Povos da Federação Russa por sua grande contribuição para o desenvolvimento de relações amistosas entre os dois Estados fraternos e o fortalecimento de suas tradições espirituais.
Recebeu a Ordem de Santo Inocêncio de Moscou e Kolomna (II Grau) e a Ordem de São Sérgio de Radonej (1ª Classe), que foram solenemente concedidas a ele em 2014.
Suas Obras foram a "Palavra do Arquimandrita Onúfrio Berezovski na nomeação do bispo de Chernivtsi e Bukovina" e o Acatista ao Ícone Boyana da Mãe de Deus.